# Ганнибал, Яков Георгиевич
Яков Георгиевич Ганнибал (1880—1938) — полковник 39-го Сибирского стрелкового полка, герой Первой мировой войны.

## Биография
Из потомственных дворян Санкт-Петербургской губернии. Сын отставного поручика Георгия Александровича Ганнибала (1832—1908) и жены его Марии Осиповны Осиповой. Среднее образование получил в гимназии Императорского человеколюбивого общества, где окончил четыре класса.
В 1899 году поступил вольноопределяющимся в 198-й пехотный резервный Александро-Невский полк. В 1902 году окончил Санкт-Петербургское пехотное юнкерское училище, откуда выпущен был подпрапорщиком в тот же полк. 1 марта 1903 года произведён в подпоручики с переводом в 172-й пехотный Лидский полк, где состоял адъютантом 1-го батальона.
14 декабря 1904 года переведён в 99-й пехотной Ивангородский полк, в рядах которого участвовал в русско-японской войне. За боевые отличия под Мукденом был награждён орденом Св. Анны 4-й степени с надписью «за храбрость». Затем занимал должности заведующего полковым цейхгаузом, квартирмейстера Харбинского сборного этапа и заведующего охотничьей командой. Произведён в поручики 20 сентября 1906 года.
21 мая 1907 года переведён в Хабаровский резервный батальон, где занимал должности заведующего оружием, хозяина офицерского собрания и члена суда офицерского собрания. 18 ноября 1910 года переведён в 39-й Сибирский стрелковый полк, а 18 апреля 1911 года произведён в штабс-капитаны. В 1911—1914 годах находился в командировках по охране Амурской железной дороги на станциях Жилинда и Черняево.
С началом Первой мировой войны был назначен командиром 1-й сводной роты 39-го Сибирского стрелкового полка. Удостоен ордена Св. Георгия 4-й степени
За то, что в ночь на 11 июня 1915 года у д. Грузоватки стойко и мужественно выдержал натиск превосходных сил противника, а когда обнаружил обход своего фланга и часть окопов была захвачена зашедшим в тыл противником, энергичной контр-атакой очистил наши позиции, причем захватил пленных.
Произведён в капитаны 10 июля 1915 года «за выслугу лет», в подполковники — 10 марта 1916 года. Пожалован Георгиевским оружием
За то, что в бою 18 августа 1916 года при атаке Квадратной рощи у д. Войнин, Луцкого уезда, командуя батальоном, выдвинул две роты в первую линию, которые, подвергшись губительному артиллерийскому, пулеметному и ружейному огню, отхлынули в свои окопы, подполковник Ганнибал, выскочив из окопов, лично повёл эти две роты за собой, преодолев проволочные заграждения, и штыковым ударом выбил немцев из занимаемых ими окопов; в этом бою подполковник Ганнибал был тяжело ранен.
По излечении от ран в 1917 году занимал должности командира 3-го батальона полка и начальника хозяйственной части. Произведён в полковники 19 сентября 1917 года. До конца жизни остался инвалидом с ослепшим левым глазом и ограниченными движениями правой руки.
После Октябрьской революции служил в РККА, в 1918 году был начальником хозяйственной части 1-х Саратовских советских командных курсов. Арестовывался в 1928, 1929 и 1930 годах по статье 58-10 УК РСФСР. С 1931 года проживал в Горьком, работал на маслозаводе. В 1935 году был осуждён на 4 года лишения свободы по 162-й статье. Отбывал наказание в тюрьме, затем на Особом строительстве НКВД на станции Сейма Горьковской области. В июле 1937 года был досрочно освобождён и продолжил работать заведующим складом на том же строительстве. 18 декабря 1937 года был вновь арестован, обвинялся в «контрреволюционной агитации». 7 января 1938 года тройкой УНКВД Горьковской области был приговорен к ВМН и 25 января того же года расстрелян. Захоронен на Бугровском кладбище.
Был женат на швейцарской подданной Алисе Карловне Дюр.

## Награды
- Орден Святой Анны 4-й ст. с надписью «за храбрость» (ВП 18.06.1908)
- Орден Святой Анны 3-й ст. с мечами и бантом (ВП 3.10.1915)
- Орден Святой Анны 2-й ст. с мечами (ВП 16.07.1916)
- Орден Святого Георгия 4-й ст. (ВП 26.09.1916)
- Орден Святого Станислава 2-й ст. с мечами (ВП 18.11.1916)
- Орден Святого Станислава 3-й ст. с мечами и бантом (ПАФ 6.03.1917)
- Георгиевское оружие (ПАФ 16.09.1917)